# Neo Geo Cup '98: The Road to the Victory
Neo Geo Cup '98: The Road to the Victory é um Jogo eletrônico de futebol da série Super Sidekicks, da plataforma Neo Geo. Trata-se de uma atualização de Super Sidekicks 3: The Next Glory, para aproveitar a comoção causada pela Copa do Mundo.
No geral, o jogo é idêntico ao Super Sidekicks 3. Até mesmo as animações de gols são iguais. As modificações foram feitas em alguns jogadores, uniformes e países, a saber:
- Croácia no lugar de Polónia
- Escócia no lugar do País de Gales
- Iugoslávia no lugar da Finlândia
- Tunisia no lugar da Guiné
- Jamaica em vez do Panamá
- O retorno do Paraguai no lugar da Bolívia